# Abutilon tubulosum
Abutilon tubulosum är en malvaväxtart som först beskrevs av William Jackson Hooker, och fick sitt nu gällande namn av Wilhelm Gerhard Walpers. Abutilon tubulosum ingår i släktet klockmalvor, och familjen malvaväxter. Utöver nominatformen finns också underarten A. t. breviflorum.